# Книга пророка Осии
Книга пророка Оси́и (ивр. הוֹשֵׁעַ‎, Хошеа) — книга, входящая в состав еврейской Библии (Танах) и Ветхого Завета. В Танахе помещается в разделе Невиим (Пророки). Написана пророком Оси́ей.
Место написания: Самария. Дата написания: около 750 года до н. э.
Является первой книгой из «двенадцати малых пророков», которых принято называть «малыми», поскольку объём этих книг меньше объёма книг великих пророков, что, однако, не умаляет значения этих пророческих книг. В Танахе они помещены в один свиток, который называется на арамейском «Двенадцать» (арам. תרי עשר — Трей асар). Скорее всего, они были собраны в одну рукопись ради сохранности, поскольку по отдельности маленькие свитки могли легко потеряться. Книга пророка Осии, подобно одиннадцати другим, названа по имени её автора, в данном случае Осии, полная форма имени которого звучит как Хошеа и означает букв. «спасение».
Из книги, носящей имя Осии, мы почти ничего не узнаём о самом пророке, кроме того что он был сыном Беерия. Его пророчества адресованы в основном к Израилю, об Иудее упоминается лишь вскользь. Осия ни разу не упоминает об Иерусалиме, между тем крупнейшее колено Израиля, Ефремово, упоминает 37 раз, а Самарию — 6 раз.

## Личность и время автора
Имя Осия вероятно происходит от глагола спасать и означает — «Он спас». Пророчества Осии приходятся на тёмную и печальную пору Северного царства VIII века до н. э., между успешным царствованием Иеровоама II и уничтожением Царства Израиля Ассирией. Времени, когда отпадение народа от Бога стало необратимым, служение тельцам Иеровоама I и Ваалу стало преобладающей религией в царстве. Осия вероятно сам являлся выходцем из Израильского царства, поскольку писал на выраженном северном диалекте.

## Темы
Основная тема книги пророка Осии — это завет между Богом и Израилем. Завет представляется как брак Бога и Израиля. Нарушение Израилем завета приводит к его отпадению от Бога. За этим следует наказание и прощение.

## Содержание
Господь повелел Осии жениться на блуднице. В этом мы видим блудодействие Израиля, который, будучи «женой» Бога, отступил от Него и поклонялся другим богам. Несмотря на явную метафору, вполне возможно, что речь шла о реальном эпизоде из жизни пророка. Имена женщины и её отца должны указывать на то, что она лицо вполне реальное. Некоторые экзегеты полагают, что здесь употреблена метонимия: Гомерь названа «женой блудницей» как представительница народа, который «блудодействует», отступив от Господа.
Пророк получает повеление дать своим детям символические имена. «Изреель» (с др. еврейского «Бог сеет») — долина Изрееля, в частности Мегиддона, лежит на пути сообщения между Египтом и Ассирией; она часто являлась полем битвы (ср. Суд. 4:12—16, 6:33; 1Цар. 28:4; 4Цар. 23:29). В то же время её имя, указывающее на плодородие («Бог сеет»), напоминает обетования о рождении нового народа 2:21—23). «Кровь Изрееля» — намек на кровавую расправу Ииуя, положившего начало новой династии (4Цар. 9:10), над последними представителями династии Амврия и Ахава. «Лорухама» — нелюбимая, непомилованная. «Лоамми» — не Мой народ. Имена трех детей, по-видимому, символизируют возрастающий гнев Божий. В то же время вслед за этим в пророчестве утверждается, что будет время, когда все изменится.
Во второй главе описывается развод, который является символом расторжения завета между Богом и Израилем. Возможно, это опять было реальное событие, использованное Осией как притча. Заканчивается глава обещанием, что однажды Бог возобновит свой завет с Израилем. И в третьей главе мы видим, как это происходит: Осия выкупает свою жену (она могла продать себя в рабство или, возможно, её любовник потребовал выкуп за её возвращение домой). Он ставит условия отсутствия интимной близости, как знак того, что Израиль будет без всех признаков независимости государственности, прежде чем Бог возвратит его себе и поставит над ним потомка Давида — Мессию.
Главы 4—10 — серия последовательных пророчеств, объясняющих, почему Бог разгневался на Израиль. Первые обвинения обращены против священников. Они, кто должен был заботиться о народе и наставлять его, сами совратили его с пути Бога. Они не учат Израиль и сами отказываются от познания, поэтому погибает народ и вместе с ним священники — те, кто должен был обратить народ и наставить его на путь истинный (4:4—9).
Описываются основные культы — плодородия, «дерево и посох», указывается на разврат, связанный с отправлением языческих культов (4:12—13). Тельцы Беф-Авена — дом греха (Бет-Иль, Вефиль — Дом Бога) (10:5). Захотел ходить вслед суетных — об Иеровоаме I (5:11).
Но не только священники виноваты в этом (5:1), правители Израиля также являются примером отпадения от Бога, и народ следует за ними (7:3—7). Однако эти цари сами были поставлены народом, притом не из дома Давида, отказавшись подчиняться Богу, и он вполне разделяет их вину (8:4).
Всё это приводит к возникновению извращенного представления о культе Господа Бога. В условиях, когда отсутствует учение, Богослужение может легко превратиться в языческую церемонию, лишенную всякой святости и совершаемую в осуждение принимающим в ней участие (8:5—14).
Даже внешняя политика Северного царства является причиной осуждения, поскольку опирается не на покровительство и заступничество Бога, а на помощь союзников — язычников (8:9).
Осия приводит те слова Господа, которые должны помочь Израилю (6:6). Богом было заповедано Моисею множество правил, относящихся к культу, но сейчас Он сам меняет акценты, не жертвы и празднества, а внутреннее следование Богу — вот ключ к спасению.
В 12-й главе Осия сравнивает Иакова с его потомками — израильтянами. Иаков получил благословение, с ним был заключен завет, а Ефрем, то есть царство Израиля, который нарушил завет, потерял благословение. Израиль-Иаков был верен Господу и уповал только на Него во всех тяготах, даже борясь с ним. Израиль — Северное царство, ушёл от Господа и искал помощи у людей и богов.
Глава 13 предсказывает уничтожение Северного царства Ассирией, поскольку не будет более помилования.
В главе 14 пророк призывает народ Израиля молиться о прощении и обещает его возрождение, если тот всем сердцем обратится к Богу.